# Dům Zlatý gryf
Dům Zlatý gryf, původního názvu Goldener Greif, později s názvem Italský dům, tehdy německy Italianisches Haus, se nachází v Městské památkové zóně Karlových Varů v lázeňské části v ulici Stará louka 330/58. 

## Historie
Je doloženo, že v roce 1756 zde byl dům jménem Zlatý gryf, tehdy německy Goldener Greif. V roce 1826 byl jeho vlastníkem Josef Becher a dům měl již dvě patra. V letech 1853–1854, za nové majitelky Catharine Mion, byly provedeny stavební úpravy s navýšením o jedno patro. Plány těchto úprav vypracoval karlovarský stavitel Georg Fülla. V té době byl dům přejmenován na Italianisches Haus, česky Italský dům.
V květnu 1929 zhotovil architektonický ateliér Ernst Lessig & Max Bremer ze Charlottenburgu pro dědice Paula Mayera návrh novostavby ve výrazném novoklasicistním duchu. Záměr však nakonec nebyl realizován, a dům si tak zachoval barokní styl, na fasádě s charakteristickými doplňovanými prvky romantického historismu.

## Ze současnosti
V roce 2014 byl dům uveden v Programu regenerace Městské památkové zóny Karlovy Vary 2014–2024 v části II. (tabulková část 1–5 Přehledy) v Seznamu památkově hodnotných objektů na území MPZ Karlovy Vary a jejich aktuální stav s vyjádřením vyhovující.
V současnosti (duben 2023) je budova evidována jako bytový dům v soukromém vlastnictví. Dvě spodní podlaží jsou využívána ke komerčním účelům.

## Popis
Dům Zlatý gryf o čtyřech podlažích s mansardovou nástavbou a čtyřosým uličním průčelím se nachází v centru lázeňské části Karlových Varů na levém břehu řeky Teplé, na Staré louce 330/58.